# 위안소프트
㈜위안소프트 (We&SOFT Inc.)는 2006년에 대한민국에서 설립된 동영상 솔루션 기업이다.  
본사는 서울특별시 동작구 동작대로43길 1-1 태경빌딩 2층에 위치해 있다. 대표이사는 안치성이다.
대표 제품인 ‘위안미디어(We&MEDIA)’는 동영상 스트리밍 플랫폼 구축 솔루션으로,  
2015년에 한국정보통신기술협회(TTA)로부터 GS(Good Software) 인증을 획득하였고,  
2019년 조달청 종합쇼핑몰(디지털서비스몰)에 등록되었다.
또한, HTML5 기반 동영상 편집 솔루션 ‘위안비디오에디터(We&VIDEO-EDITOR)’역시
GS 인증을 획득하였고, 조달 등록되었다.
위안소프트는 KT의 온라인 교육 플랫폼인 ‘KT 에듀’ 사업에 동영상 솔루션 분야를 담당하였으며,  
인공지능(AI) 전문 솔트룩스와 ‘생성형 AI 기반 영상 제작 플랫폼 사업 추진’을 위한 MOU를 체결하였다.

## 연혁

### 2024년
- 영상회의 녹화 솔루션 ‘위안라이브레코더’ 출시[7]
- 해양수산부 지능형 해상교통정보시스템 구축 사업 참여[8]
- 한국수력원자력 및 제주한라대학교에 ‘위안비디오에디터’ 공급[9][10]

## 참고 문헌
1. ↑  위안미디어 - TTA GS인증
2. ↑  위안미디어 - 조달청 디지털서비스몰
3. ↑  위안비디오에디터 - TTA GS인증
4. ↑  위안비디오에디터 - 조달청 디지털서비스몰
5. ↑  교육 현장 디지털 혁신... 원스톱 온라인 교육 플랫폼 ‘KT Edu’ 상용화, AI타임스, 2021년 3월 1일 확인
6. ↑  솔트룩스, 플루닛·위안소프트 콘텐츠 제작 및 생성 AI MOU, AI타임스, 2023년 12월 21일 확인
7. ↑  위안소프트, 영상회의 녹화 솔루션 ‘위안라이브레코더’ 출시, 지티티뉴스, 2024년 11월 27일
8. ↑  해상교통서비스 지원하는 동영상 솔루션, 지티티뉴스, 2024년 3월 11일
9. ↑  위안소프트, 한국수력원자력에 ‘AI 강의 영상 제작·편집 솔루션’ 공급, 지티티뉴스, 2024년 11월 18일
10. ↑  위안소프트, 제주한라대 AI 영상 제작 플랫폼에 동영상 편집 솔루션 공급, 파이낸셜 와이드, 2024년 8월 21일